# گشتی‌ها
گشتی‌ها فیلمی به کارگردانی و نویسندگی جواد مرادی محصول سال ۱۳۶۵ است.

## خلاصه داستان
یک گروه چهار نفری از واحد اطلاعات سپاه، زیر نظر حسین، مأمور می‌شوند تا برای شناسایی موقعیت قوای دشمن به خاک عراق بروند...

## بازیگران
- جلیل فرجاد
- محمود پاک‌نیت
- مجتبی اکبری
- سعید میرباقری
- محمد فیلی
- مهوش صبرکن
- جعفر توکلی